# 아우토반 46호선
아우토반 46호선(Bundesautobahn 46, BAB 46, A 46)은 독일 노르트라인베스트팔렌주를 관통하는 아우토반 노선으로, 독일-네덜란드 국경 지대와 베스트비히까지 이어주며, 총 연장은 133km이다. 일부 구간은 공사중인 구간이 있으며, 또 다른 한 쪽면으로는 통행이 차단된 구간도 물론 있다. 그래서 네덜란드의 국경을 건널 수 있는 대표적인 아우토반 노선 중의 하나이다. 다만 인근의 하인스베르크에서는 연방도 221호선과도 접촉하며, 종점부인 베스트비히에서는 독일 연방도 7호선과도 연결된다.

## 주요 접촉 도로
- 아우토반 61호선
- 아우토반 44호선
- 아우토반 540호선
- 아우토반 57호선
- 아우토반 59호선
- 아우토반 3호선
- 아우토반 535호선
- 아우토반 1호선
- 아우토반 43호선
- 아우토반 45호선
- 아우토반 445호선

## 갤러리

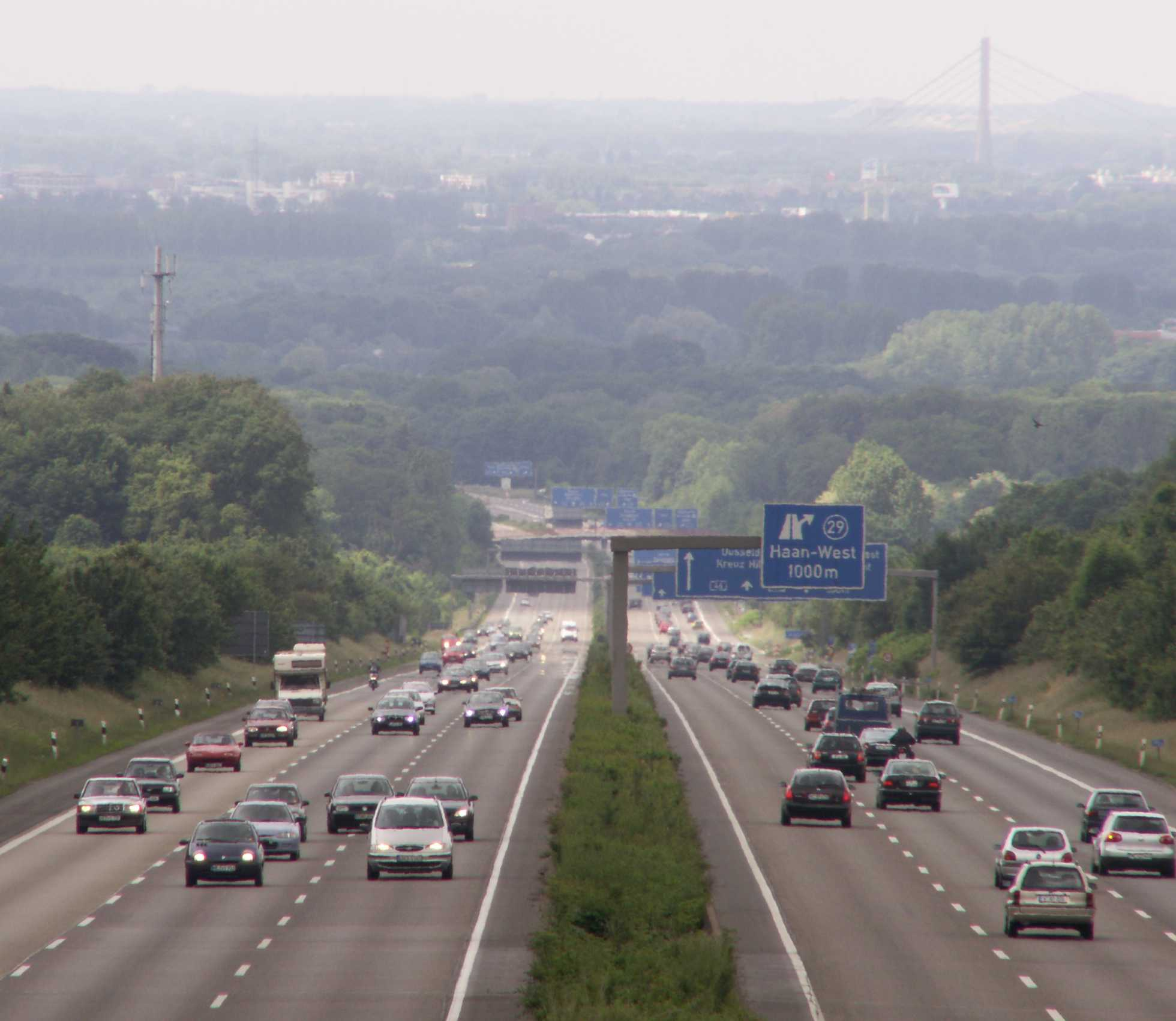
아우토반 46호선